# Boteå distrikt
Boteå distrikt är ett distrikt i Sollefteå kommun och Västernorrlands län. Distriktet ligger omkring Boteå kyrka i mellersta Ångermanland.

## Tidigare administrativ tillhörighet
Distriktet inrättades 2016 och utgörs av Boteå socken i Sollefteå kommun.
Området motsvarar den omfattning Boteå församling hade 1999/2000.

## Tätorter och småorter
I Boteå distrikt finns två småorter men inga tätorter. 

### Småorter
- Arlum och Stöndar
- Undrom